# Club Football
Club Football è una serie di videogiochi a tema calcistico, prodotta da Codemasters tra il 2003 e 2004.
Ne furono pubblicate due edizioni corrispondenti alle stagioni agonistiche 2003-04 (Club Football 2004) e 2004-05 (Club Football 2005), in diverse varianti, ciascuna dedicata a una singola squadra di club europea, ma con le stesse caratteristiche di gioco.

## Storia e contenuti
(SportWeek)
(Xbox World)
L'uscita del gioco fu inizialmente annunciata per l'autunno 2002, venendo tuttavia rimandata all'anno seguente. Pur con l'aggiunta di alcune varianti per la seconda edizione, l'elevata concorrenza dei più noti FIFA e PES e lo scarso successo commerciale indussero Codemasters a interrompere la serie a fine 2004.
Le modalità disponibili includono tornei predefiniti e personalizzati, gare amichevoli, pratica d'allenamento libera, creazione di un giocatore personalizzato, replay di incontri storici del club: al discreto realismo nella riproduzione di protagonisti, tifoserie e cori da stadio fecero da contraltare l'assenza del calciomercato e i nomi generici di talune squadre, fatto ascrivibile a problematiche circa diritti di licenza. A fronte di lievi bug in termini di giocabilità, il titolo registrò inoltre una traduzione approssimativa dell'inglese. Elementi sbloccabili tramite l'utilizzo di punti-bonus, disponibili nelle varie modalità, riguardavano una sezione interamente dedicata al club con immagini, filmati, cenni storici, profili e statistiche dei calciatori in rosa.
La telecronaca in italiano è curata da Sandro Piccinini, con la colonna sonora che include Take Me Out dei Franz Ferdinand. Piattaforme per le quali Club Football fu prodotto erano PlayStation 2 e Xbox, con la prima versione disponibile anche per GameCube.

## Versioni del gioco
Le varianti di Club Football erano dedicate ai seguenti club:
- Premier League
  - Arsenal
  - Aston Villa
  - Birmingham City[7]
  - Chelsea
  - Leeds United[8]
  - Liverpool
  - Manchester United
  - Newcastle[7]
  - Tottenham[7]
- Ligue 1
  - Olympique Marsiglia[7]
  - Paris Saint-Germain[7]
- Serie A
  - Internazionale
  - Juventus
  - Milan
- Bundesliga
  - Amburgo
  - Bayern Monaco
  - Borussia Dortmund
- Liga
  - Barcellona
  - Real Madrid
- Scottish Premiership
  - Celtic
  - Rangers
- Eredivisie
  - Ajax